# Afranthidium polyacanthum
Afranthidium polyacanthum är en biart som först beskrevs av Mavromoustakis 1938.  Afranthidium polyacanthum ingår i släktet Afranthidium och familjen buksamlarbin. Inga underarter finns listade i Catalogue of Life.